# NCIS: Los Angeles (11.ª temporada)
A décima primeira temporada de NCIS: Los Angeles estreou nos EUA em 29 de setembro de 2019. A série é produzida pela CBS e tem R. Scott Gemmill como showrunner e produtor executivo. 
Programada inicialmente para 24 episódios, a temporada acabou sendo suspensa após o 22º episódio, devido à pandemia do coronavírus.

## Elenco

### Elenco Principal
| Ator/atriz           | Personagem              | Cargo                                             | Principal |
| -------------------- | ----------------------- | ------------------------------------------------- | --------- |
| Chris O'Donnell      | Grisha "G." Callen      | Agente especial do NCIS                           |           |
| LL Cool J            | Sam Hanna               | Agente Especial do NCIS                           |           |
| Daniela Ruah         | Kensi Blye-Deeks        | Agente Especial do NCIS                           |           |
| Eric Christian Olsen | Marty Deeks             | Detetive de Ligação LAPD - NCIS                   |           |
| Linda Hunt           | Henrietta "Hetty" Lange | Gerente de Operações do NCIS                      |           |
| Barrett Foa          | Eric Beale              | Operador técnico do NCIS                          |           |
| Renée Felice Smith   | Nell Jones              | Analista de Inteligência do NCIS                  |           |
| Medalion Rahimi      | Fatima Namazi           | Agente especial do NCIS (a partir do episódio 16) |           |

### Elenco Recorrente
- Peter Jacobson como Promotor Especial John Rogers
- Alyssa Diaz como Agente do NCIS Jasmine Garcia
- Erik Palladino como Agente da CIA Vostanik Sabatino
- Bill Goldberg como Agente do Departamento de Justiça Lance Hamilton
- Gerald McRaney como Almirante da Marinha aposentado Hollace Kilbride
- Pamela Reed como Roberta Deeks
- Malese Jow (Malise) como Jennifer Kim
- Wesam Keesh como Agente do NCIS Eshan Navid
- Marsha Thomason como Agente Especial do NCIS Nicole Dechamps
- Moon Bloodgood como Katherine Casillas, namorada de Sam Hanna
- Vyto Ruginis como Arkady Kolcheck
- Bar Paly como Anastasia "Anna" Kolcheck
- Caleb Castille como Agente do NCIS Devin Roundtree
- Shane McMahon como Agente Especial do Army CID Steve Evans
- Dina Meyer como Agente da CIA Veronica Stephens
- David James Elliot como Capitão Harmon "Harm" Rabb Jr.
- Catherine Bell como Coronel Sarah "Mac" MacKenzie

## Episódios
| N.º na série | N.º na temp. | Título                     | Dirigido por        | Escrito por                                                                                 | Exibição original       | Audiência (milhões) |
| --- | ------------ | -------------------------- | ------------------- | ------------------------------------------------------------------------------------------- | ----------------------- | ------------------- |
| 241 | 1            | "Let Fate Decide"          | Christine Moore     | Kyle Harimoto                                                                               | 29 de setembro de 2019  | 6.44                |
| Callen e Sam continuam com Harmon Rabb a bordo do Allegiance tentando identificar e capturar os espiões chechenos, enquanto Hetty tenta neutralizar um ataque de mísseis no Oriente Médio. A equipe, com os reforços de Fatima, Harm e Mac, se divide entre vários contatos para convencer os governos do Oriente Médio que o ataque de mísseis partira do Estado Islâmico. Harm e Mac conversam francamente sobre o fracasso de seu relacionamento. |              |                            |                     |                                                                                             |                         |                     |
| 242 | 2            | "Decoy"                    | Dennis Smith        | Kyle Harimoto                                                                               | 6 de outubro de 2019    | 6.70                |
| A equipe se divide para atender vários casos pelo mundo; enquanto Sam e Callen trabalham com a Mossad em Tel Aviv, Kensi faz parceria com o Agente do DoJ Lance Hamilton em LA. |              |                            |                     |                                                                                             |                         |                     |
| 243 | 3            | "Hail Mary"                | Benny Boom          | R. Scott Gemmill & Frank Military                                                           | 13 de outubro de 2019   | 6.63                |
| O Almirante Kilbride requisita a colaboração da equipe no resgate de um oficial da inteligência Naval sequestrado, mas a equipe fica irritada por ele esconder informações. |              |                            |                     |                                                                                             |                         |                     |
| 244 | 4            | "Yellow Jack"              | Terrence O'Hara     | Andrew Bartels                                                                              | 20 de outubro de 2019   | 6.40                |
| O assassinato de uma Tenente leva a equipe a investigar um potencial surto de ebola; Callen, Sam e o novato Agente Eshan Navid (do epísódio 5.13) retornam ao Allegiance enquanto Kensi e Deeks seguem os movimentos dela após deixar o navio. Deeks estranha o comportamento de sua esposa e ela lhe confessa que pode estar grávida. |              |                            |                     |                                                                                             |                         |                     |
| 245 | 5            | "Provenance"               | Lily Mariye         | Jordana Lewis Jaffe                                                                         | 27 de outubro de 2019   | 6.09                |
| O NCIS procura uma pintura roubada avaliada em US$ 40 milhões, quando conversas on line indicam que a obra de arte será leiloada no mercado negro para financiar atividades terroristas. |              |                            |                     |                                                                                             |                         |                     |
| 246 | 6            | "A Bloody Brilliant Plan"  | Terence Nightingall | Teleplay by: Frank Military Story by: Terence Nightingall & Kate D. Martin & Frank Military | 3 de novembro de 2019   | 5.71                |
| A equipe NCIS relutantemente alia-se a dois ex-criminosos ingleses, depois que um poderoso traficante de armas sequestra a filha de um deles para tentar obter um perigoso sistema de armas. |              |                            |                     |                                                                                             |                         |                     |
| 247 | 7            | "Concours D'Elegance"      | Yangzom Brauen      | Lee A. Carlisle                                                                             | 10 de novembro de 2019  | 6.04                |
| A equipe volta a cruzar os caminhos de Katherine Casillas quando o roubo de um protótipo de drone submarino é ligado a uma festa de flâmulas de video game. Fatima afasta-se da equipe e parte para uma missão secreta. |              |                            |                     |                                                                                             |                         |                     |
| 248 | 8            | "Human Resources"          | James Hanlon        | Joe Sachs                                                                                   | 17 de novembro de 2019  | 6.51                |
| A investigação da equipe sobre o sequestro de um Tenente da Marinha leva-os a um presunçoso fabricante de bombas. |              |                            |                     |                                                                                             |                         |                     |
| 249 | 9            | "Kill Beale: Vol. 1"       | Eric A. Pot         | Samantha Chasse & R. Scott Gemmill                                                          | 24 de novembro de 2019  | 6.35                |
| Quando o apartamento de Eric Beale em San Francisco é atacado, Callen e Sam tentam localizar o ex-colega antes que seja tarde demais, enquanto Kensi e Nell descobrem a verdade por trás do novo emprego de Eric. |              |                            |                     |                                                                                             |                         |                     |
| 250 | 10           | "Mother"                   | Dennis Smith        | Eric Christian Olsen & Babar Peerzada                                                       | 1 de dezembro de 2019   | 6.42                |
| A vida de Hetty corre perigo quando Akhos Laos, um ex-agente operativo recrutado e treinado por ela, retorna em busca de vingança pela vida que foi forçado a levar. |              |                            |                     |                                                                                             |                         |                     |
| 251 | 11           | "Answers"                  | Frank Military      | Kyle Harimoto                                                                               | 8 de dezembro de 2019   | 6.42                |
| Enquanto a equipe investiga o roubo de um vírus de computador, Callen e Sam consideram seu futuro na Agência. Kensi e Deeks falam sobre ter filhos, e Eric e Nell avaliam os efeitos da última missão de Eric sobre seu relacionamento. |              |                            |                     |                                                                                             |                         |                     |
| 252 | 12           | "Groundwork"               | Benny Boom          | Erin Broadhurst                                                                             | 5 de janeiro de 2020    | 5.72                |
| A Oficial da CIA Veronica Stephens (Dina Meyer) pede ajuda ao time NCIS quando um engenheiro agrícola que Hetty lhe pedira para trazer para os EUA desaparece. |              |                            |                     |                                                                                             |                         |                     |
| 253 | 13           | "High Society"             | John Peter Kousakis | Chad Mazero                                                                                 | 12 de janeiro de 2020   | 6.37                |
| Após uma onda de mortes causadas por uso de opióides vendidos no mercado negro, a equipe liga a venda da droga nas ruas ao levantamento de fundos para atividades terroristas. |              |                            |                     |                                                                                             |                         |                     |
| 254 | 14           | "Commitment Issues"        | James Hanlon        | Jordana Lewis Jaffe                                                                         | 16 de fevereiro de 2020 | 6.05                |
| A equipe do NCIS investiga o assassinato de um engenheiro de guerra naval em um evento de poesia falada; Callen pede a Nell para ajudá-lo em uma busca mundial pelo paradeiro de Anna. |              |                            |                     |                                                                                             |                         |                     |
| 255 | 15           | "The Circle"               | Diana C. Valentine  | Andrew Bartels                                                                              | 23 de fevereiro de 2020 | 6.20                |
| Anna Kolcheck volta para avisar Callen que ele está em perigo e agora ele deve trabalhar com um arqui-inimigo para parar um círculo de tráfico clandestino. |              |                            |                     |                                                                                             |                         |                     |
| 256 | 16           | "Alsiyadun"                | Dennis Smith        | R. Scott Gemmill                                                                            | 1 de março de 2020      | 6.49                |
| Quando Fatima é capturada durante sua missão secreta, Callen e Sam alistam um agente disfarçado da CIA para ajudar a resgatá-la. |              |                            |                     |                                                                                             |                         |                     |
| 257 | 17           | "Watch Over Me"            | Dan Liu             | Kyle Harimoto                                                                               | 8 de março de 2020      | 6.56                |
| Depois que um agente do FBI é morto quando tentava rastrear a localização de um agente disfarçado, o NCIS deve localizar o agente desaparecido antes que os criminosos o encontrem. Primeira aparição de: Devin Roundtree |              |                            |                     |                                                                                             |                         |                     |
| 258 | 18           | "Missing Time"             | Yangzom Brauen      | Andrew Bartels                                                                              | 22 de março de 2020     | 7.44                |
| Enquanto o NCIS investiga o desaparecimento de um oficial do Departamento de Defesa que estava examinando um recente avistamento de OVNI, Anna toma uma decisão ousada sobre seu futuro. |              |                            |                     |                                                                                             |                         |                     |
| 259 | 19           | "Fortune Favors The Brave" | Eric A. Pot         | R. Scott Gemmill                                                                            | 29 de março de 2020     | 7.01                |
| Enquanto Sam investiga o assassinato de um exilado iraniano que trabalhava para derrubar o regime atual, ele também deve tentar salvar o Agente Roundtree, que está tendo um primeiro dia inesperadamente aventureiro no trabalho ao acidentalmente acionar uma bomba. Nell decide deixar o NCIS e Hetty pede a ela que use suas férias para pensar melhor sobre o assunto.                                                                          |              |                            |                     |                                                                                             |                         |                     |
| 260 | 20           | "Knock Down"               | Tony Wharmby        | Jordana Lewis Jaffe                                                                         | 12 de abril de 2020     | 6.77                |
| A equipe auxilia o Departamento de Justiça na investigação de um incendiário que tem como alvo uma casa de agentes do FBI que está protegendo um ativista político em busca de asilo; Eric lida com as consequências de Nell deixar a equipe. |              |                            |                     |                                                                                             |                         |                     |
| 261 | 21           | "Murder of Crows"          | Suzanne Saltz       | Chad Mazero                                                                                 | 19 de abril de 2020     | 6.89                |
| A equipe auxilia uma antiga operadora técnica do NCIS na busca por seu ex-parceiro, que eles receiam estar trabalhando com os traficantes de armas cuja captura falhou anos antes. Deeks enrola quando seu bar recebe uma avaliação negativa. |              |                            |                     |                                                                                             |                         |                     |
| 262 | 22           | "Code of Conduct"          | Frank Military      | Frank Military                                                                              | 26 de abril de 2020     | 5.26                |
| Sam, Callen e Roundtree viajam ao Afeganistão para ajudar em um caso delicado em que dois SEALs acusam seu superior de matar um prisioneiro desarmado. |              |                            |                     |                                                                                             |                         |                     |